# Sowjetische Schachschule
Sowjetische Schachschule bezeichnet einerseits die Gesamtheit der von der Sowjetunion hervorgebrachten Schachmeister und die von ihnen erarbeiteten Erkenntnisse, andererseits das in der Sowjetunion praktizierte System der Talentförderung im Schach. Der Begriff ist ideologisch besetzt und wird heute zum Teil nicht mehr gern gebraucht, sondern man spricht z. B. lieber von der russischen bzw. ukrainischen Schachschule oder verknüpft die Schachschulen mit ihren Leitern, wie etwa die Botwinnik-Schachschule in Moskau. Zwischen den einzelnen Schulen und Trainern gab es dabei starkes Konkurrenzdenken. Daher betonen noch heute viele der Spieler, in welcher der verschiedenen sowjetischen Schachschulen sie ausgebildet wurden.

## Volkssport
In den 1920er Jahren wurde Schach unter aktiver Förderung der herrschenden KPdSU zum Volkssport. Als Vorbild galt dabei unter anderem Michail Tschigorin. Ausgehend von einem Zitat Lenins: Schach ist Gymnastik des Verstandes sah man darin ein Mittel, das intellektuelle Niveau der Bevölkerung zu heben. Wichtige Rollen bei der Etablierung des Schachspiels in Gesellschaft und Politik spielten der Schachmeister Alexander Iljin-Schenewski und der hochrangige Funktionär Nikolai Krylenko. Die bereits in der Zarenzeit bestehende Allrussische Schachföderation wurde 1924 in eine straff geführte und staatlich kontrollierte Organisation umgewandelt, die seit Ende der 1920er Jahre anhand von Fünfjahrplänen die Entwicklung vorantrieb. Starke Spieler wurden vom Staat bezahlt, genossen hohes Ansehen und konnten sich voll dem Schach widmen. Einige, wie Anatoli Karpow, bekleideten auch politische Ämter. Als Aushängeschild der Sowjetischen Schachschule galt ab Mitte der 1930er Jahre Michail Botwinnik. Es wurde versucht, einen spezifisch sowjetischen Spielstil zu definieren, der – analog zu marxistischen Prinzipien – „dialektisch“ sein sollte.
Meilensteine der Entwicklung waren die Ausrichtung bedeutender internationaler Turniere (Moskau 1925 und 1936) und der Gewinn des Weltmeistertitels durch Botwinnik im Jahr 1948. Um Einfluss auf die Organisation von Weltmeisterschaftskämpfen nehmen zu können, war die Sowjetunion nach dem Zweiten Weltkrieg der FIDE beigetreten, die sie zuvor als bourgeoise Organisation abgelehnt hatte. In der Folgezeit (bis 1972 und seit 1975 bis dem Ende UdSSR) war dieser Titel fest in sowjetischer Hand und wurde während des Kalten Krieges zu einem Prestigeobjekt. Auch alle Herausforderer waren in dieser Zeit Vertreter der sowjetischen Schachschule, und die Schacholympiaden wurden über Jahrzehnte von der sowjetischen Mannschaft dominiert. Bereits 1945 kam es zu einem aufsehenerregenden Radiowettkampf an 10 Brettern gegen die Mannschaft der USA, den die Sowjetunion deutlich gewann, ebenso wie im folgenden Jahr einen Revanchekampf in Moskau. Diese Erfolge wurden propagandistisch verwertet und sogar als Beleg für eine kulturelle Überlegenheit der Sowjetunion angeführt.
Nur die besten Spieler, die gleichzeitig ein Mindestmaß an politischer Zuverlässigkeit besaßen, durften im westlichen Ausland spielen. Durch die große Zahl guter Spieler waren aber auch die nationalen Turniere sehr gut besetzt. Die Landesmeisterschaft und die Stadtmeisterschaften großer Städte wie Moskau oder Leningrad waren hochkarätiger besetzt als die meisten internationalen Turniere.

## Popularisierung durch Öffentlichkeitsarbeit
In der Sowjetunion erschienen zahlreiche Publikationen zum Schach, insbesondere zur Eröffnungstheorie. Der US-amerikanische Großmeister Bobby Fischer brachte sich selbst Russisch bei, nur um die Partien und Analysen der sowjetischen Spieler studieren zu können. Manches wurde aber auch geheim gehalten, so spielte Botwinnik einige Trainingswettkämpfe, die erst Jahrzehnte später veröffentlicht wurden.
Talentierte Jugendliche wie beispielsweise Boris Spasski oder später Anatoli Karpow wurden bereits früh gefördert, erhielten hauptamtliche Trainer zur Seite gestellt und waren daher besser ausgebildet als westliche Spieler. In den 1970er Jahren wurden die begabtesten Junioren, wie etwa Garri Kasparow, von Ex-Weltmeister Botwinnik betreut. Auch Wladimir Kramnik gilt noch als Produkt dieser Talentschmiede.
Andere bekannte Trainer waren Wladimir Sak, Juri Rasuwajew, Wjatscheslaw Tschebanenko, Alexander Koblenz und Mark Dworezki.

## Schach als Beruf
Die enorme Bedeutung, die Schach in der Sowjetunion einnahm, zeigte sich eindrücklich an den bis zu vier Millionen aktiven Spieler zu Beginn der 1970er Jahre. Im Zuge der Professionalisierung des Schachsports in den 1960er Jahren erhielten Großmeister ein festes Einkommen, das ungefähr demjenigen eines Arztes entsprach. Die Spieler an der Weltspitze verdienten ungefähr das Dreifache. Trotzdem waren die meisten sowjetischen Großmeister offiziell Amateure und gingen einem durchschnittlichen Beruf nach. Die Erlangung des Meistertitels war mit einem hohen sozialen Status, dem Privileg der Auslandreisen und in einigen Fällen der Verleihung höchster Orden verbunden. Großmeister wurden wie Kosmonauten gefeiert und selbst Politiker in höchsten Ämtern kümmerten sich um die Belange der Spitzenspieler. Erstmals in der Geschichte eröffnete 1966 in Moskau an der „Zentralen Hochschule für Körperkultur“ eine Fakultät für Schach. 
Auf der anderen Seite war der Aufstieg zum Schachmeister auch mit Pflichten verbunden. So gehörten das Unterrichten von Nachwuchsspielern und das Spielen von Simultanpartien mitunter auch in weit abgelegenen Gegenden zu den Aufgaben der Meisterspieler. Weil sie viele Sonderrechte genossen und die sowjetische Kultur nach außen hin vertraten, sollten Großmeister ihren Mitbürgern nicht nur im Schach, sondern auch politisch ein Vorbild sein. Unzuverlässigen Spielern versagten die verantwortlichen Institutionen die Unterstützung; die Betroffenen mussten mit Repressalien rechnen. Der sowjetische Geheimdienst KGB wusste durch seine Informanten stets Bescheid, was sich in der Schachszene abspielte und gab Empfehlungen ab, welche Spieler gefördert und welche sanktioniert werden sollten. Als unzureichend eingestufte Leistungen konnten mit dem Verlust von Privilegien bestraft werden.